# Troy Murphy (basketballer)
Troy Brandon Murphy (Morristown, 2 mei 1980) is een Amerikaans voormalig basketballer.

## Carrière
Murphy speelde van 1998 tot 2001 collegebasketbal voor de Notre Dame Fighting Irish. Hij stelde zich in 2001 kandidaat voor de NBA draft waarin hij als 14e in de eerste ronde werd gekozen door de Golden State Warriors. In zijn eerste seizoen voor de Warriors speelde hij alle wedstrijden en vier als starter. In zijn tweede seizoen speelde hij op drie wedstrijden na alle wedstrijden als een starter en eindigde tweede in de stemming voor NBA Most Improved Player Award achter Gilbert Arenas. In zijn derde seizoen kwam hij door blessureleed maar aan 28 wedstrijden waarin hij nooit een starter was. In het seizoen 2004/05 werd hij opnieuw een starter en speelde 70 wedstrijden. Ook de daarop volgende seizoenen bleef hij een starter bij de Warriors.
Op 16 januari 2007 werd hij samen met Ike Diogu, Mike Dunleavy en Keith McLeod geruild naar de Indiana Pacers voor Al Harrington, Stephen Jackson, Šarūnas Jasikevičius en Josh Powell. Ook bij de Pacers bleef hij een starter in de volgende seizoenen. In augustus 2010 werd hij geruild naar de New Jersey Nets in een ruil waarbij ook de Houston Rockets en New Orleans Hornets. Andere spelers die hierbij betrokken waren: Trevor Ariza, Courtney Lee, Darren Collison en James Posey. 
In februari 2011 werd hij geruild naar de Golden State Warriors samen met een tweede ronde draftpick voor Dan Gadzuric en Brandan Wright. Een paar dagen later werd zijn contract ontbonden zonder ene wedstrijd voor de Warriors te hebben gespeeld. In maart 2011 tekende hij bij de Boston Celtics en speelde er de rest van het seizoen en haalde voor de eerste keer de play-offs. In december 2011 tekende hij bij de Los Angeles Lakers en speelde de rest van het seizoen bij hen en haalde voor de tweede keer de play-offs. Begin november 2012 tekende hij bij de Dallas Mavericks maar zijn contract werd eind november 2012 opnieuw ontbonden.

## Statistieken

### Regulier seizoen
| Seizoen  | Team                  | WG  | WS  | MPW  | 2P%  | 3P%  | FW%  | RPW  | APW | SPW | BPW | PPW  |
| -------- | --------------------- | --- | --- | ---- | ---- | ---- | ---- | ---- | --- | --- | --- | ---- |
| 2001/02  | Golden State Warriors | 82  | 4   | 17,7 | 42,1 | 33,3 | 77,6 | 3,9  | 0,9 | 0,4 | 0,3 | 5,9  |
| 2002/03  | Golden State Warriors | 79  | 79  | 31,8 | 45,1 | 21,4 | 84,1 | 10,2 | 1,3 | 0,8 | 0,4 | 11,7 |
| 2003/04  | Golden State Warriors | 28  | 0   | 21,8 | 44,0 | 29,4 | 75,0 | 6,2  | 0,7 | 0,4 | 0,6 | 10,0 |
| 2004/05  | Golden State Warriors | 70  | 69  | 33,9 | 41,4 | 39,9 | 73,0 | 10,8 | 1,4 | 0,8 | 0,5 | 15,4 |
| 2005/06  | Golden State Warriors | 74  | 74  | 34,0 | 43,3 | 32,0 | 78,7 | 10,0 | 1,4 | 0,6 | 0,4 | 14,0 |
| 2006/07  | Golden State Warriors | 26  | 17  | 25,7 | 45,0 | 37,3 | 71,2 | 6,0  | 2,3 | 0,8 | 0,7 | 8,9  |
| 2006/07  | Indiana Pacers        | 42  | 31  | 28,2 | 46,1 | 40,9 | 77,2 | 6,1  | 1,6 | 0,6 | 0,6 | 11,1 |
| 2007/08  | Indiana Pacers        | 75  | 61  | 28,1 | 45,5 | 39,8 | 79,7 | 7,2  | 2,2 | 0,7 | 0,4 | 12,2 |
| 2008/09  | Indiana Pacers        | 73  | 73  | 34,0 | 47,5 | 45,0 | 82,6 | 11,8 | 2,4 | 0,8 | 0,5 | 14,3 |
| 2009/10  | Indiana Pacers        | 72  | 69  | 32,6 | 47,2 | 38,4 | 79,8 | 10,2 | 2,1 | 1,0 | 0,5 | 14,6 |
| 2010/11  | New Jersey Nets       | 18  | 4   | 16,0 | 34,2 | 17,4 | 52,9 | 4,2  | 0,9 | 0,4 | 0,1 | 3,6  |
| 2010/11  | Boston Celtics        | 17  | 0   | 10,5 | 42,1 | 10,0 | 84,6 | 2,2  | 0,4 | 0,5 | 0,1 | 2,6  |
| 2011/12  | Los Angeles Lakers    | 59  | 0   | 16,2 | 45,0 | 41,8 | 66,7 | 3,2  | 0,9 | 0,3 | 0,3 | 3,2  |
| 2012/13  | Dallas Mavericks      | 14  | 1   | 18,3 | 36,1 | 31,4 | 90,9 | 3,5  | 0,5 | 0,7 | 0,4 | 4,6  |
| Carrière | Carrière              | 729 | 482 | 27,3 | 44,5 | 38,8 | 78,5 | 7,8  | 1,5 | 0,7 | 0,4 | 10,8 |

### Play-offs
| Seizoen  | Team               | WG | WS | MPW | 2P%   | 3P%   | FW% | RPW | APW | SPW | BPW | PPW |
| -------- | ------------------ | -- | -- | --- | ----- | ----- | --- | --- | --- | --- | --- | --- |
| 2010/11  | Boston Celtics     | 1  | 0  | 3,0 | —     | —     | —   | 1,0 | 0,0 | 0,0 | 0,0 | 0,0 |
| 2011/12  | Los Angeles Lakers | 4  | 0  | 3,8 | 100,0 | 100,0 | —   | 0,8 | 0,0 | 0,0 | 0,0 | 0,8 |
| Carrière | Carrière           | 5  | 0  | 3,4 | 100,0 | 100,0 | —   | 0,8 | 0,0 | 0,0 | 0,0 | 0,6 |